# NGC 5906
NGC 5906 је део галаксије (на пример сјајан HII регион) у сазвежђу Змај која се налази на NGC листи објеката дубоког неба.
Деклинација објекта је + 56° 19' 50" а ректасцензија 15h 15m 52,1s. Привидна величина (магнитуда) објекта NGC 5906 износи 12,1. Налази се на удаљености од 17,100 милиона парсека од Сунца.